# Stadsprijs Geraardsbergen
El Stadsprijs Geraardsbergen és una cursa ciclista belga que es disputa anualment pels voltants de Geraardsbergen, al Flandes Oriental. Malgrat no formar part del calendari de l'UCI la cursa està oberta a professionals així com a ciclistes amateurs.
La primera edició es disputà el 1912 i va ser guanyada per Aloïs Persijn. El ciclista amb més victòries és Ferdi Van Den Haute, amb set.

## Palmarès
| Any  | Vencedor                 | Segon                    | Tercer                 |
| ---- | ------------------------ | ------------------------ | ---------------------- |
| 1912 | Aloïs Persijn            | Jozef Van Isterdael      | Abel De Vogelaere      |
| 1913 | Camiel Haeck             | René Anno                | Paul Sartiaux          |
| 1927 | Lucien Buysse            |                          |                        |
| 1933 | Alfred Hamerlinck        | Désiré Louesse           | Joseph Moerenhout      |
| 1934 | Alfred Hamerlinck        | Lode Roels               | André Defoort          |
| 1935 | Theo Middelkamp          | Jérome France            | Frans Van Puyvelde     |
| 1938 | Antoine Dignef           |                          |                        |
| 1942 | Georges Claes            | Albert Ritserveldt       |                        |
| 1943 | Marcel Boumon            |                          |                        |
| 1946 | Albert Ritserveldt       |                          |                        |
| 1947 | Michel Remue             |                          |                        |
| 1948 | August Van Gaever        |                          |                        |
| 1949 | Emiel Faingnaert         |                          |                        |
| 1950 | Michel Decroix           |                          |                        |
| 1951 | Basiel Wambeke           |                          |                        |
| 1952 | Leopold Degraeveleyn     |                          |                        |
| 1953 | Omer Braeckeveldt        |                          |                        |
| 1954 | Gérard Devogel           |                          |                        |
| 1956 | Michel Van Aerde         | Lucien Mathys            | Pino Cerami            |
| 1957 | Michel Van Aerde         | Pino Cerami              | Edgard Sorgeloos       |
| 1958 | Richard Van Genechten    | Willy Truye              | Henri Van Den Bossche  |
| 1959 | Frans Aerenhouts         | Julien Pascal            | Frans De Mulder        |
| 1960 | Roger De Coninck         | Joseph Planckaert        | Marcel Vandenbossche   |
| 1961 | René Van Meenen          | Roger Coppens            | Piet Rentmeester       |
| 1962 | Jaak De Boever           | René Van Meenen          | Roger Verlee           |
| 1963 | Willy Bocklant           | Joseph Planckaert        | René Van Meenen        |
| 1964 | Joseph Planckaert        | Arnould Flecy            | André Noyelle          |
| 1965 | Jaak De Boever           | Remi Van Vreckom         | Piet Rentmeester       |
| 1966 | Bernard Van De Kerckhove | Jozef Timmerman          | Victor Nuelant         |
| 1967 | Jean-Marie Gorez         | Remi Van Vreckom         | Jo de Roo              |
| 1968 | André Hendryckx          | Jaak De Boever           | Willy Donie            |
| 1969 | Julien Van Lint          | Herman Vrijders          | Fernand Hermie         |
| 1970 | Julien Van Lint          | Hubert Hutsebaut         | Eric Raes              |
| 1971 | Eddy Merckx              | Roger Swerts             | Lucien Willekens       |
| 1972 | Dirk Baert               | Roger Kindt              | Willy Van Malderghem   |
| 1973 | Jos Huysmans             | Jos De Schoenmaecker     | Lucien De Brauwere     |
| 1974 | Willy Teirlinck          | Michel Pollentier        | Walter Planckaert      |
| 1975 | Marc Demeyer             | Gerard Harings           | Daniel Verplancke      |
| 1976 | Michel Pollentier        | Marc Demeyer             | Ferdi Van Den Haute    |
| 1977 | Ferdi Van Den Haute      | Luc Leman                | Pol Verschuere         |
| 1978 | Ferdi Van Den Haute      | Willy Teirlinck          | Frank Hoste            |
| 1979 | Eric Van de Wiele        | Frank Hoste              | Paul Jesson            |
| 1980 | Ferdi Van Den Haute      | Marcel Laurens           | Frans Van Looy         |
| 1981 | Marc Goossens            | Marcel Van der Slagmolen | William Tackaert       |
| 1982 | Rudy Pevenage            | Jean-Luc Vandenbroucke   | Jostein Wilmann        |
| 1983 | Ferdi Van Den Haute      | Rudy Pevenage            | Philippe Poissonnier   |
| 1984 | Ferdi Van Den Haute      | Rudy Rogiers             | Dirk De Wolf           |
| 1985 | Ferdi Van Den Haute      | Dirk Durant              | Marc Sergeant          |
| 1986 | Ferdi Van Den Haute      | Dirk Durant              | Rudy Brusselman        |
| 1987 | Dirk Demol               | Carlos Malfait           | Michel Vermote         |
| 1988 | Allan Peiper             | Nico Verhoeven           | André Lurquin          |
| 1989 | Patrick Tolhoek          | Dean Woods               | Rudy Dhaenens          |
| 1990 | Dirk Heirweg             | Adrie van der Poel       | Guido Eickelbeck       |
| 1991 | Marco van der Hulst      | Danny Daelman            | Johan Verstrepen       |
| 1992 | Hendrik Redant           | Eric De Clercq           | Fabrice Naessens       |
| 1993 | Edwig Van Hooydonck      | Sammie Moreels           | Alain Van den Bossche  |
| 1994 | Serge Baguet             | Danny Nelissen           | Wim Omloop             |
| 1995 | Andreï Tchmil            | Henk Vogels              | Frank Vandenbroucke    |
| 1996 | Andy De Smet             | Robbie Vandaele          | Magnus Backstedt       |
| 1997 | Robbie Vandaele          | Stéphane Hennebert       | Oleg Pankov            |
| 1998 | Koen Beeckman            | Sebastien Demarbaix      | Pauly Burke            |
| 1999 | Tony Bracke              | Jurgen Van de Walle      | Dmitriy Fofonov        |
| 2000 | Serge Baguet             | Marcus Ljungqvist        | Bert Grabsch           |
| 2001 | Berry Hoedemakers        | Hans De Clercq           | Dany Baeyens           |
| 2002 | Erwin Thijs              | Serge Baguet             | Peter Wuyts            |
| 2003 | Kevin Van der Slagmolen  | Kevin Van Impe           | Christophe Stevens     |
| 2004 | Sjef De Wilde            | Hans De Meester          | Koen Barbé             |
| 2005 | Robbie McEwen            | Björn Leukemans          | Sven Nevens            |
| 2006 | Bert Scheirlinckx        | Gil Suray                | Kenny Van Der Schueren |
| 2007 | Thomas De Gendt          | Wesley Sulzberger        | Frederiek Nolf         |
| 2008 | Dirk Bellemakers         | Koen Barbé               | Björn Leukemans        |
| 2009 | Steven Caethoven         | Nicholas Walker          | Kenny Dehaes           |
| 2010 | Michael Van Staeyen      | Björn Leukemans          | Gorik Gardeyn          |
| 2011 | Jos van Emden            | Steven De Neef           | Jürgen Roelandts       |
| 2012 | Björn Leukemans          | Greg Van Avermaet        | Johnny Hoogerland      |
| 2013 | Nicolas Vereecken        | Bert De Backer           | Dylan Groenewegen      |
| 2014 | Dennis Coenen            | Kenneth Vanbilsen        | Björn Leukemans        |
| 2015 | Björn Leukemans          | Jérôme Baugnies          | Coen Vermeltfoort      |
| 2016 | Mihkel Räim              | Mike Teunissen           | Nicolas Vereecken      |
| 2017 | Xandro Meurisse          | Jarno Gmelich            | Berden de Vries        |
| 2018 | Alfdan De Decker         | Boris Vallée             | Trond Trondsen         |
| 2019 | Håkon Aalrust            | Dennis Coenen            | Ivar Slik              |
| 2020 | no disputada             | no disputada             | no disputada           |
| 2021 | Xandro Meurisse          | Gianni Marchand          | Logan Currie           |
| 2022 | Mathieu van der Poel     | David van der Poel       | Bart Lemmen            |